# Linha do tempo de Gloucester (Massachusetts)
Esta é uma linha do tempo com a história da cidade de Gloucester, Massachusetts, EUA.

## Antes do século XIX
- 1606 - Samuel de Champlain chega e fundeia em "Beauport."[1]
- 1623 - Colonos da empresa Dorchester Company chegam e se instalam em Stage Fort Park.[1]
- 1630 ou 1631 - Abraham Robinson, filho de John Robinson (pastor), e um grupo de peregrinos, estabelece uma povoação e palco de pesca em Annisquam.[1]
- 1642 - A cidade de Gloucester é incorporada.[2]
- 1660 - Casa de Edward Harraden construída.
- 1698 - Primeiro edifício escolar construído, Thomas Riggs foi o primeiro director da escolar.
- 1700 - A Igreja Congregacional organizada, Leste de Gloucester (data aproximada).[3]
- 1709 - Casa de Davis-Freeman construída.
- 1710 - Casa de White-Ellery construída.[4]
- 1713 - Barcos do tipo escuna iniciam operações.
- 1716 - A segunda paróquia da Igreja incorporada.[4]
- 1720 - Casa de Dyke-Wheeler construída.
- 1728 - A terceira paróquia da Igreja fundada.[4]
- 1739 - A casa "Boa casa junto ao porto para reuniões", "Great meeting-house at the harbor" construída.[5]
- 1740 - Casa de Babson-Alling construída.[4]
- 1765 - População: 3.763.[4]
- 1770 - Estalagem de Freemason Tyrian fundada.[6]
- 1771 - Farol de Cabo Ann construído na Ilha Thacher.[4]
- 1775 - Batalha de Gloucester.
- 1789 - Casa da alfandega do E.U. fundada.[1]
- 1790 - População: 5.317.[7]
- 1792 - Estação de correios fundada em Gloucester.[1]
- 1796 - Banco Gloucester Bank fundado.[1]

## Século XIX

### Décadas de 1800-1850

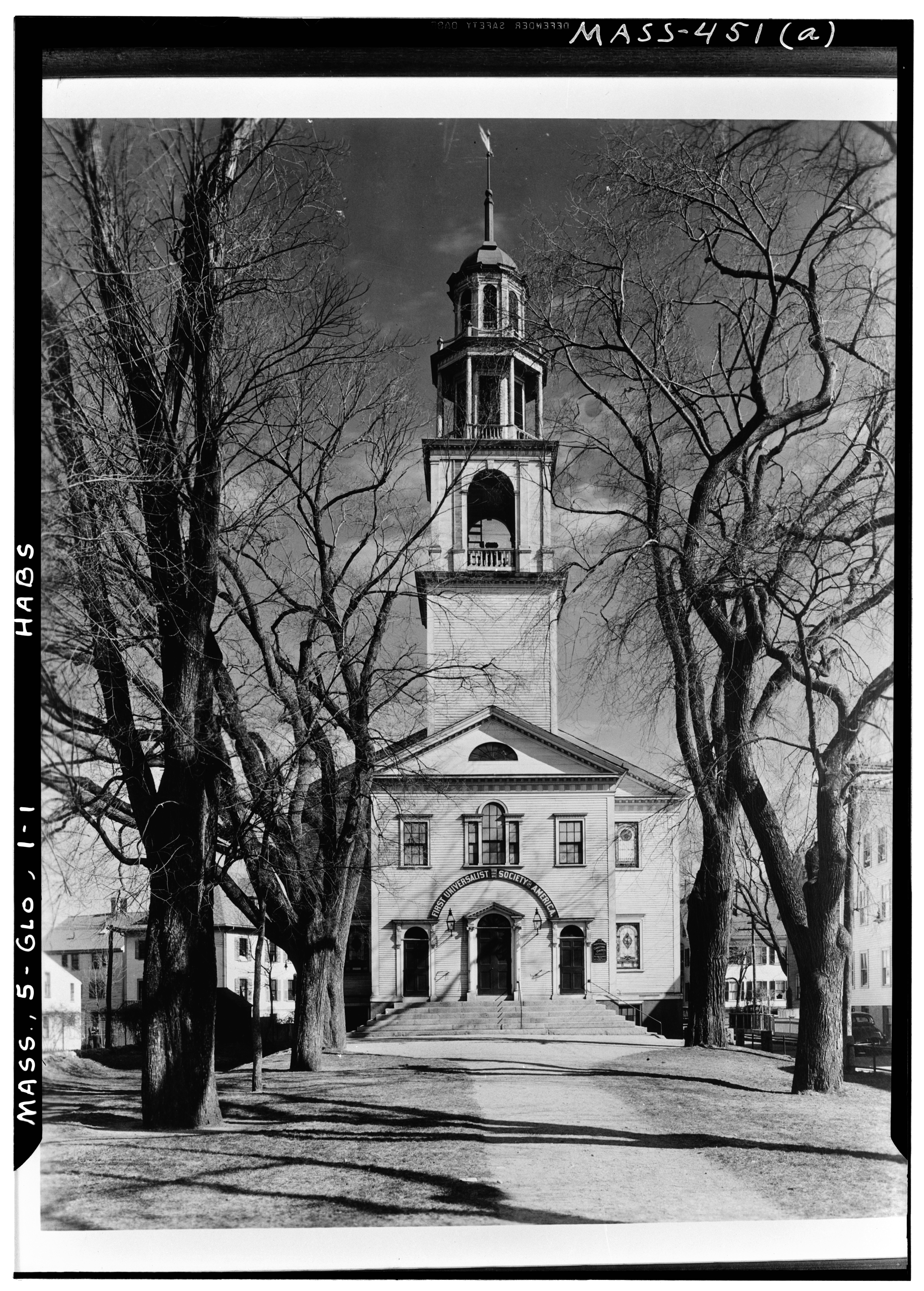
Primeira Igreja Universalista construído no Meio da Rua, 1806 (foto 1930)

- 1801 - Farol do porto de Annisquam construído.[4]
- 1805 - Serviço diário entre Boston-Gloucester de transporte por carroça inicia operação.[4]
- 1806 - Primeira Igreja Universalista construída.[8]
- 1808 - Primeira Igreja Baptista construída.[4]
- 1819 - Povoação vizinha de Essex incorporada como cidade.[9]
- 1821 - Farol de Ten Pound Island construído.[4]
- 1827 - Jornal Gloucester Telegraph inicia sua publicação.[1]
- 1828 - Primeira Igreja Paroquial construída na Rua Middle Street.[8]
- 1830
  - As Igreja Gloucester Lyceum e Lanesville Congregational Church fundadas.[3]
  - 30 Setembro: Incêndio.[10]
  - População: 7.510.[7]
- 1831 - Farol de Eastern Point construído.[4]
- 1832 - Fundação da biblioteca Gloucester Circulating Library na rua Front Street.[11]
- 1834 - Jornal o Gloucester Democrat inicia sua publicação.[1]
- 1835 - Farol da Ilha Straitsmouth construído.[4]
- 1836 - A sociedade filantrópica Female Charitable Society organizada.[3]
- 1838
  - Igreja Methodist construída.[4]
  - Grupo Congregationalist Ladies' Sewing Circle organizado.[3]
- 1840
  - Parte de Gloucester divide-se para funda nova cidade de Rockport.[4]
  - População: 6.350.[7]
- 1842 - Formada a empresa Lane's Cove Pier Co..[3]
- 1843 - Jornal Cape Ann Light inicia sua publicação.[1]
- 1844 - Edifício da Câmara Municipal, Town Hall construído.[4]
- 1845 - A estalagem Odd Fellows Ocean Lodge fundada.[6]
- 1847
  - Serviço ferroviário estabelecido.[4]
  - As empresas Gloucester Mutual Fishing Insurance Co., Gloucester Marine Insurance Co., e Annisquam Mutual Fire Insurance Co. são incorporadas.[3]
  - Artista Fitz Hugh Lane muda-se para a cidade.[12]
- 1848
  - O jornal Gloucester News inicia sua publicação.[1]
  - Cemitério de Mount Adnah organizado.[3]
- 1849 - Casa de Fitz Henry Lane e hotel Pavilion construídos.[8]
- 1850
  - Estaleiro de Burnham Brothers Marine Railway construído.[8]
  - População: 7.786.[7]
- 1851 - Banco de Cape Ann Savings Bank incorporado.[3]
- 1852 - Companhia G do 8º regimento organizado.[3]
- 1853 - Empresa Gloucester Gas Light Company é fundada.[13]
- 1855
  - A banda Gloucester Cornet organizada.[3]
  - Empresa Cunningham & Thompson fundada.[1]
  - Timothy Davis torna-se representativo E.U. para o 6º distrito congressional de Massachusetts.[4]
- 1856
  - O cemitério Oak Grove, e Independent Sons of Temperance,[3] e o Banco Cape Ann[1] fundados.
  - Jornal o Cape Ann Advertiser inicia sua publicação.[1]
- 1857
  - Empresa Procter Brothers fundada.[14]
  - A associação Citizens' Library Association organizada.[3]
- 1858
  - O Tribunal da Polícia, a empresa Cape Ann Telegraph Co., a sociedade Congregationalist Young Ladies' Society, e Congregationalist Ladies' Society at the Cove fundadas.[3]
  - A Igreja East Gloucester Baptist Church construída.[4]
- 1859
  - Gloucester Fishermen's Widow's and Orphan's Fund Society; Sons of Temperance, Annisquam Division; Franklin Club; Congregationalist Ladies' Home Missionary Society; e Band of Hope organizadas.[3]
  - Novembro 2: "Mechanic Engine Co. teve um grande desfile."[3]

- 1860 - População: 10.904.

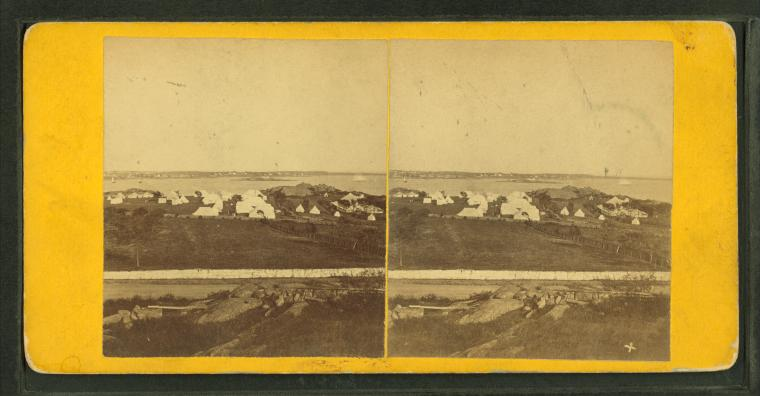
Local do acampamento do Centenário Universalista, 1870

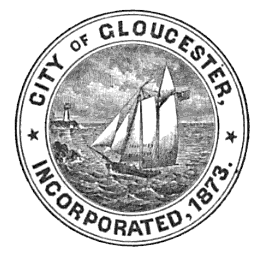
Selo da Cidade de Gloucester, constituída em 1873

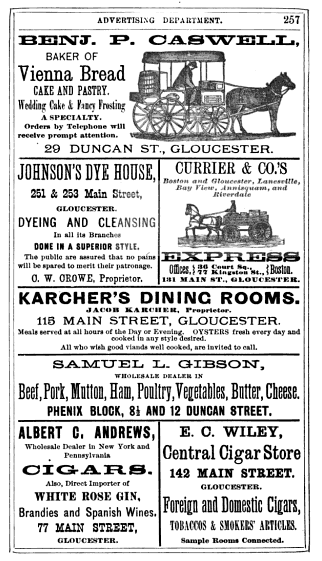
Anúncios de empresas de Gloucester, 1882

- 1861 - Serviço ferroviário para Rockport inicia sua operação.[4]
- 1862 - Shute & Merchant fundada «História de Shute & Merchant»
- 1864
  - Fevereiro 18: Incêndio.[10]
  - Fundação do First National Bank.[1]
- 1865 - Estalagem Freemason Acacia Lodge fundada.[6]
- 1866
  - Associação Comercial[4] e Sociedade horticultura de Cape Ann[6] fundadas.
  - Empresa Cape Ann Anchor & Forge fundada.[4]
- 1867
  - Igreja de North Gloucester Universalist ativa.[4]
  - Empresa Sylvanus Smith & Co. fundada.
- 1869
  - Maio 16: Edifício da Câmara destruída em incêndio.[1]
  - Empresa Cape Ann Granite quarry fundada.[4]
- 1870
  - Centenário Universalista.[15]
  - População: 15.389.
- 1871 - Construída edifício da Câmara Municipal.
- 1872 - A Biblioteca Gloucester Lyceum & Sawyer Free Library incorporada.[16][17]
- 1873
  - Povoação de Gloucester elevada a cidade.[1]
  - Empresa de Lanesville Granite quarry fundada.[4]
  - YMCA[4] e associação Cape Ann Scientific and Literary Association[18] fundadas.
- 1874
  - Empresa Slade Gorton & Company estabelecida.
  - Robert R. Fears torna-se primeiro presidente da câmara.
  - Biblioteca de Procter Brothers circulating library abre.[19]
- 1877
  - Jornal Gloucester Bulletin inicia sua atividade.[1]
  - Artista William Morris Hunt ativo.[12]
- 1880
  - Biblioteca Sea Side Library inicia sua atividade.[20]
  - População: 19.329.[4]
- 1881
  - Gloucester Water Supply Co. incorporada.[1]
  - Igreja Harbor Methodist construída.[4]
  - Gloucester Isinglass and Glue inicia atividade.
- 1882 Empresa Russia Cement Co. fundada.[4]
- 1884
  - O jornal Gloucester News e Cape Ann Breeze inicia publicação.[1]
  - Fábrica de Tarr and Wonson paint construída.
  - Biblioteca Magonolia Library Association fundada.
- 1885
  - Outubro 16: Corrida de triciclos North Shore Tricycle Run chega em Gloucester.[21]
  - Inicia-se serviços de coches ferróviários Gloucester Street Railway.[4]
- 1887 - Igreja de Magnolia Congregational[4] e banco Gloucester Co-operative Bank[1] fundadas.
- 1888
  - O jornal Gloucester Daily Times inicia sua publicação.[1]
  - Gloucester Electric Co. fundada.[4]
- 1891
  - Banco Gloucester Safe Deposit and Trust fundado.[13]
  - Estalagem Hawthorne Inn construída.
- 1892
  - Aniversário de 250 anos da incorporação da cidade de Gloucester.[22]
  - Gloucester Towboat Co. fundada.
- 1895
  - Linhas ferroviárias de Gloucester, Essex e Rua Beverly inciam operação.
  - A empresa American Halibut Co. é fundada.[4]
- 1896 - Casa de Eliot (residência) construída.[23]
- 1897 - Hospital Addison Gilbert fundado.
- 1898
  - Destroços do afundamento do S.S. Portland.
  - A associação Business Men's Association fundada.[4]
- 1899 - Parque de Ravenswood fundado.
- 1900 - População: 26,121.[4]

## Século XX

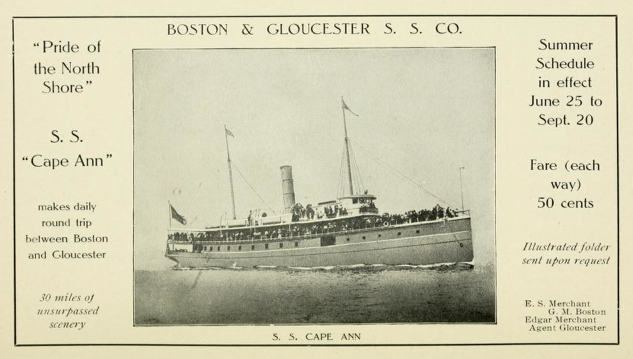
S. S. Cape Ann ferry, 1905

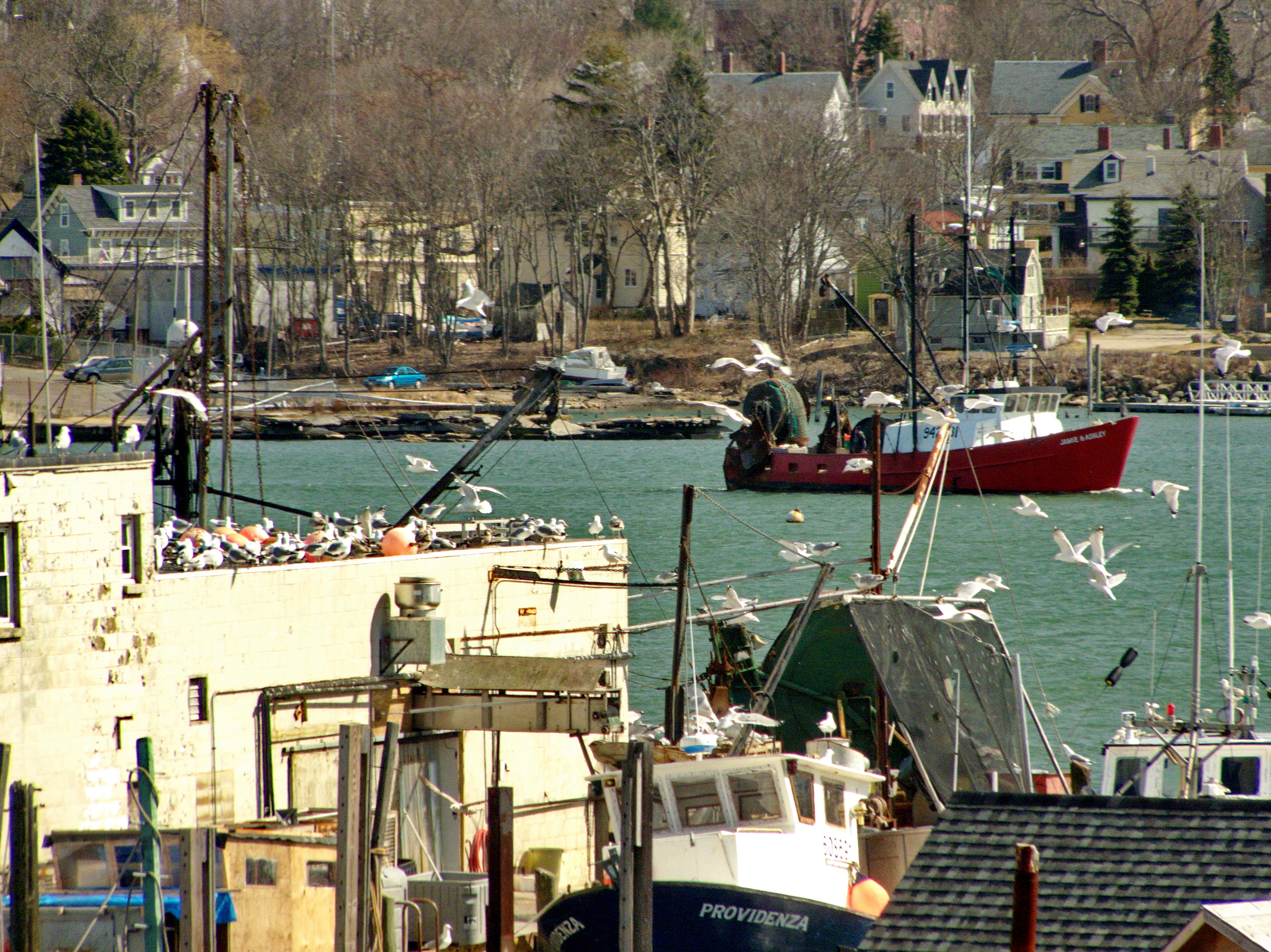
Gloucester, Massachusetts, 2010

- 1902 - Empresa Cape Pond Ice Co. fundada.[4]
- 1905 - Empresa Gloucester Armazenamento a Frio fundada.[4]
- 1906 -Empresa de Pescado Gorton-Pew fundada.[24]
- 1907
  - Empresa de redes e fios Gloucester Net and Twine fundada.[4]
  - A casa de Beauport, Sleeper-McCann expandida.[25]
  - Shute & Merchant tornou-se a quinta empresa a juntar-se à empresa de pescado Gorton-Pew
- 1914
  - Igreja da Nossa Senhora da Boa Viagem reconstruída.
  - Sinagoga activa.[4]
- 1920 - População: 22.947.[4]
- 1921 - Câmara de Comércio estabelecida.[4]
- 1922 - Associação de arte Nort Shore Art" fundada.[26]
- 1923
  - Tricentenário da colonização Europeia de Gloucester.[4]
  - A associação Gloucester Tricentenário Permanent Memorial seleciona desenho de Leonard Craske para o Memoria do Pescadores de Gloucester.
- 1925 - Empresa General Seafood Corporation fundada.
- 1926 - O navio Adventure (escuna) lançado.
- 1929 - Castelo de Hammond construído.
- 1943 - Murais da WPA pintados na câmara Municipal.
- 1969 - Associação de Mulheres de Pescadores de Gloucester fundada.
- 1979 - Empresa Gloucester Stage Company fundada.[27]
- 1991
  - 28 de outubro: Navio Andrea Gail perdido no mar na tempestade Perfeita.
  - Bruce Tobey torna-se Presidente.
- 1992 - William S. Rafter Jr. torna-se Presidente.
- 1994 - Bruce Tobey torna-se Presidente novamente.
- 1997 - John F. Tierney torna-se representante dos EUA para Massachusetts 6º congresso de distrito.
- 1998 - o site Cidade on-line (data aproximada).[28]

## Século XXI
- 2002
  - O jornal "Norte Shore North" inicia publicação (Mike Ryan, James Oliver, Gregg B. Smith)
  - John Bell torna-se Presidente.
- 2003 O jornal Gloucester Island News inicia publicação (James Oliver, Gregg B. Smith)
- 2004 Geminação de cidades estabelecida com o Tamano no Japão.
- 2007 O blog Good Morning Gloucester, Bom dia Gloucester começa publicação.
- 2008
  - Ocorre a controvérsia sobre incidente de gravidez na adolescência.
  - Carolyn Kirk torna-se Presidente.
- 2010 População: 28.789.[29]
- 2015
  - Começa o programa dedicado a viciados em drogas do departamento de polícia.[30]
  - Sefatia Romeo Theken torna-se Presidente.
  - Seth Moulton torna-se representante dos EUA para 6º congresso de distrito de Massachusetts.[31]